# Famille Roper-Curzon

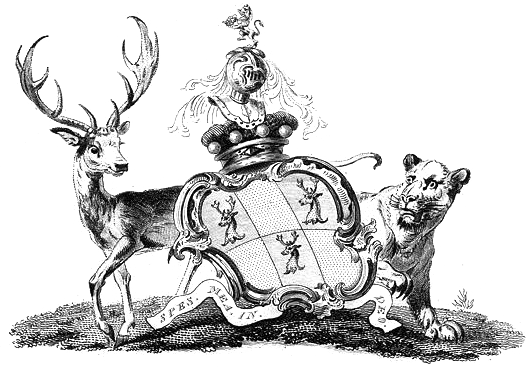
Blason.

La famille Roper-Curzon est une famille aristocratique britannique, d'ascendance royale de Henri VII Tudor, Jacques Ier, Charles II et la reine Marie d'Écosse,. L'histoire de cette famille remonte au début des années 850. Les membres de la famille ont eu un impact significatif en économie et en politique depuis le règne de la reine Élisabeth Ire. En 1788, le quatorzième Baron de Teynham réunit ensemble les deux maisons. La Maison de Roper et la Maison de Curzon, mieux connues en anglais sous le nom de House of Roper et House of Curzon, se sont unies en raison de l'importance de chacune.
L'actuel Baron de Teynham est Lord John Christopher Roper-Curzon, son épouse Lady Elizabeth Scrymgeour-Wedderburn, elle est la fille du 11e comte de Dundee, arrière-petite-fille du 6e duc de Buccleuch, arrière-arrière-petite-fille du 5e duc de Buccleuch et une descendante directe de la reine Marie d'Écosse. Elle est également apparentée à la Famille royale britannique, cousine de la duchesse Sarah Ferguson d'York et tante de la princesse Beatrice et de la princesse Eugénie,,,.

## Titres de propriété des familles Roper et Curzon
La famille Curzon a les titres suivants :
- Marquis Curzon de Kedleston[8]
- Earl Howe[9]
- Earl Curzon de Kedleston[10]
- Vicomte Curzon[11]
- Vicomte Scarsdale[10],[12],[13]
- Vicomtes Howe[14]
- Curzon de Kedleston[15],[16]
- Baron Scarsdale[17]
- Baron Ravensdale[10]
- Baron Howe[18]
- Baron Curzon[19]
- Manoir de Curzon[20],[21]
- Baronet Mosley[22]
- Baronet Kedleston Hall[23]

D'un autre côté, la famille Roper a des titres comme :
- Vicomte de Baltinglass[24]
- Baron Dacre de Glanton[25]
- Baron de Teynham[26]

Il a hérité de nombreuses propriétés de son histoire, notamment,,,,,.
- Kedleston
- Kent Estates
- Pylewell Park
- Trimdon Estates
- Chestfield
- Brambiltighe
- Kingsdown
- Dodington
- Bexley
- Woolwich
- Kydbroke
- Esthorne Manor
- Well Hall
- Kingsdowne

Saint Dunstans
- Norton
- East Greenwich
- Modingham
- Candelwick
- Lee
- Cheselherst
- Hyde
- Charlton